# Білий кінь (печера)
Білий кінь — печера, розташована в гірському масиві Арабіка в Абхазії. Протяжність 268 м, глибина 110 м, площа 4200 м ², об'єм понад 40000 м ³, висота входу близько 2300.

## Особливості проходження печери
За спортивною класифікацією печера відноситься до категорії 2А. Навішування спорядження потрібно на колодязях глибиною: 70 метрів.

## Опис
«Вхід розташований у верхній частині трогової долині р. Жоеквара, на північ від урочища Дідваке, на схилі вододільного хребта. Являє собою похилу галерею, розкриту 70-метрову шахту. Закладена в верхньоюрських шаруватих вапняках. Вхідний колодязь забитий снігом і льодом, між ними і корінними породами є вузький лаз, конфігурація і непрохідність якого щорічно змінюються. На дні галереї є глибовий навал, з-під льоду течуть невеликі струмки.»

## Вміст печери
- Снігом і льодом забитий вхідний колодязь.
- Невеликі струмки течуть під льодом на дні галерії.
- Температура повітря на дні 0,5 °C, відносна вологість 100% (серпень 1982 р.)[2]

## Історія дослідження
У монографії З. К. Тінтілозова печера не згадується Відкрита в 1981 р. і досліджена в 1982-1983 рр. спелеологами Перовського клубу туристів м. Москви (кер. І.Зеленін, М, Дякин).

## Печери
- П/1-7
- Куйбишевська печера
- КРЕ-84/100